# Lophodermium gramineum
Lophodermium gramineum är en svampart som först beskrevs av Elias Fries, och fick sitt nu gällande namn av Chevall. 1826. Lophodermium gramineum ingår i släktet Lophodermium och familjen Rhytismataceae.  Arten är reproducerande i Sverige. Inga underarter finns listade i Catalogue of Life.